# École paternelle 2
Série
École paternelle
(2003)
Pour plus de détails, voir Fiche technique et Distribution.
École paternelle 2 ou Camp de jour en folie au Québec (Daddy Day Camp) est un film américain réalisé par Fred Savage, sorti en 2007. Il s'agit d'une suite indirecte du film École paternelle sorti en 2003 avec un casting totalement renouvelé.

## Synopsis
Charlie et Phil emmènent leurs enfants au Camp Driftwood pour les vacances, mais une fois là-bas, ils découvrent que le Camp Driftwood n'est plus le camping bon cœur de son temps. Pour sauver le site, Charlie et Phil l'achètent et le transforment en Daddy Day Camp.

## Fiche technique
- Titre original : Daddy Day Camp
- Titre français : École paternelle 2
- Titre québécois : Camp de jour en folie
- Réalisation : Fred Savage
- Scénario : Geoff Rodkey, J. David Stem et David N. Weiss, 
  - d'après une histoire de Joel Cohen, Alec Sokolow et Geoff Rodkey,
  - d'après les personnages créés par Geoff Rodkey.
- Musique : Jim Dooley
- Direction artistique : Mark J. Mullins
- Décors : Eric Weiler
- Costumes : Carolyn Leone
- Photographie : Geno Salvatori
- Son : Tateum Kohut, John Chalfant
- Montage : Michel Aller
- Production : William Sherak et Jason Shuman

Production déléguée : John Davis, Matt Berenson, Derek Dauchy, Chris Emerson, Richard Hull, Nancy Kirhoffer et Jefferson Richard
Coproduction : Adam F. Goldberg et Rhiannon Meier
- Sociétés de production[1] : Davis Entertainment et Blue Star Pictures, avec la participation de TriStar Pictures et Revolution Studios
- Sociétés de distribution :
  -  : Destination Films Distribution Company (Tous médias - Droits mondiaux), Sony Pictures Entertainment (Tous médias
  - États-Unis : TriStar Pictures, Sony Pictures Releasing
  - France[2]. : Sony Pictures Releasing France
  - Suisse : Buena Vista International
- Budget : 6 millions de $ (estimation)[3],[4]
- Pays d'origine :  États-Unis
- Langue originale : anglais
- Format[5] : couleur (Technicolor) - 35 mm - 1,85:1 (Panavision) - son DTS | Dolby Digital | SDDS
- Genre : comédie
- Durée : 89 minutes / 93 minutes (États-Unis)
- Dates de sortie[6] :
  - États-Unis, Québec[7] : 8 août 2007
  - France : 22 août 2007
  - Belgique : 19 septembre 2007
- Classification[8] :
  -  États-Unis : Certaines scènes peuvent heurter les enfants - Accord parental souhaitable (PG - Parental Guidance Suggested) (certificat #43421).
  -  France : Tous publics (visa d'exploitation no 118383 délivré le 21 août 2007)[9].

## Distribution
- Cuba Gooding Jr. (VF : David Krüger) : Charlie Hinton
- Paul Rae (VF : Pascal Casanova) : Phil Ryerson
- Lochlyn Munro (VF : Ludovic Baugin) : Lance Warner
- Richard Gant (VF : Benoît Allemane) : Le colonel Buck Hinton
- Tamala Jones (VF : Géraldine Asselin) : Kim Hinton
- Joshua David McLerran (VF : Fabrice Fara) : Dale
- Spencir Bridges : Ben Hinton
- Sean Patrick Flaherty : Bobby J.
- Tyger Rawlings : Billy West
- Telise Galanis : Juliette Stone
- Zachary Allen : Archibald Lawrence Mappleton dit 'Mulet'
- Molly Jepson : Becca Simmons
- Tad D'Agostino : Robert Rugul
- Talon G. Ackerman : Jack Mayhoffer
- Taggart Hurtubise : Carl Rugul
- Dallin Boyce : Max Ryerson
- Brian Doyle-Murray (VF : Jean-Claude Sachot) : Oncle Morty
- Frank Gerrish (VF : Thierry Murzeau) : Le plombier

## Production

### Tournage
Le film a été tourné à Park City, Utah et Provo, dans l'Utah.

## Accueil

### Accueil critique
Le film a reçu de très mauvaises critiques avec une note de 1% sur Rotten Tomatoes. Il est d'ailleurs 16e dans la liste des 100 pires films des années 2000 sur Rotten Tomatoes.

## Distinctions
En 2008, École paternelle 2 a été sélectionné 6 fois dans diverses catégories et a remporté 1 récompense,.

### Récompenses
- Prix Razzie 2008 : Prix Razzie du Pire préquelle ou suite.

### Nominations
- Prix des jeunes artistes 2008 :
  - Meilleur jeune casting dans un long métrage pour Spencir Bridges, Dallin Boyce, Telise Galanis, Tad D'Agostino, Talon G. Ackerman, Taggart Hurtubise, Molly Jepson, Tyger Rawlings, Zachary Allen et Sean Patrick Flaherty.
- Prix Razzie 2008 :
  - Pire film,
  - Pire acteur pour Cuba Gooding Jr.,
  - Pire réalisateur pour Fred Savage,
  - Pire scénario pour Geoff Rodkey, J. David Stem et David N. Weiss.